# Euplassa isernii
Euplassa isernii là một loài thực vật thuộc họ Proteaceae. Đây là loài đặc hữu của Peru.